# (9653) 1996 AL2
1996 أي أل 2 (ويعرف أيضًا باسم (9653) 1996 أي أل 2 وفق تسمية الكوكب الصغير) (بالإنجليزية: 1996 AL2)‏ هو كويكب ضمن حزام الكويكبات؛ وترتيبه 9653 من حيث الاكتشاف.
اكتُشف هذا الجُرم الفلكي بواسطة تاكيشي أوراتا ‏ في 13 يناير 1996.

## وصلات خارجية
- (9653) 1996 AL2 في قاعدة بيانات مختبر الدفع النفاث لأجرام النظام الشمسي الصغيرة

- الاكتشاف · مخطط المدار ·  العناصر المدارية · المعلمات المادية

- (9653) 1996 AL2 على موقع ويكي سكاي: DSS2, SDSS, GALEX, IRAS, Hydrogen α, X-Ray, Astrophoto, Sky Map, Articles and images